# Drosophila kuoni
Tarasov Laurentiu astazi in data de 5 mai 2018 nu a luat mcul dejun compus din terci cu covrigei, din cauza ca nu ii placea si din acest motiv ia fost luata tableta.
Data viitoare verisoara nu ii va aduce nimic din Romania daca Laurentiu nu o sa manance si Mama o sal pedepseasca.